# رایان کراوتر
رایان کراوتر (انگلیسی: Ryan Crowther؛ زادهٔ ۱۷ سپتامبر ۱۹۸۸) بازیکن فوتبال اهل بریتانیا است.
از باشگاه‌هایی که در آن بازی کرده‌است می‌توان به باشگاه فوتبال لیورپول، باشگاه فوتبال فلیتوود، باشگاه فوتبال هاید، باشگاه فوتبال استوک‌پورت کانتی، باشگاه فوتبال استالی‌بریج سلتیک، باشگاه فوتبال اشتون یونایتد، باشگاه فوتبال هاید، باشگاه فوتبال هاید، باشگاه فوتبال هالیفاکس تاون، و باشگاه فوتبال آلترینچام اشاره کرد.